# Platygavialidium kraussi
Platygavialidium kraussi är en insektsart som först beskrevs av Bolívar, I. 1887.  Platygavialidium kraussi ingår i släktet Platygavialidium och familjen torngräshoppor. Inga underarter finns listade i Catalogue of Life.